# Chuck Aber
Chuck Aber (né sous le nom Charles Robert Aber) est un acteur américain.

## Biographie
Aber est diplômé de l'Université Slippery Rock de Pennsylvanie.
Aber est apparu dans les films Creepshow (1982) et Le Silence des Agneaux (1991). Il est également apparu dans des publicités et, notamment, dans la série pour enfants Mister Rogers' Neighborhood.

## Filmographie
Sauf indication contraire, les informations mentionnées dans cette section peuvent être confirmées par la base de données cinématographiques IMDb,  présente dans la section « Liens externes ».

### Cinéma
- 1982 : Creepshow de George A. Romero : Richard Raymond (segment La Caisse)
- 1989 : Heartstopper de John A. Russo : un présentateur
- 1989 : Simple Justice de Deborah Del Prete : le client en colère
- 1990 : Deux Yeux maléfiques (Due occhi diabolici) de George A. Romero : Mr. Pratt (segment La Vérité sur le cas de Monsieur Valdemar)
- 1991 : Le Silence des agneaux (The Silence of the Lambs) de Jonathan Demme : agent Terry
- 1995 : L'Invité (Houseguest) de Randall Miller : Big Spin Host
- 2010 : Trop belle ! ( She's Out of My League) de Jim Field Smith : Pilot

### Télévision

#### Série télévisée
- 1975-2001 : Mister Rogers' Neighborhood (148 épisodes)

#### Téléfilms
- 1991 : The 10 Million Dollar Getaway de James A. Contner : Lee Lester
- 1992 : Citizen Cohn, le persécuteur de Frank Pierson : Sénateur John L. McClellan
- 1996 : Secret Défense (The Assassination File) de John Harrison : le porte-parole du FBI